# Tucumán (tỉnh)
Tỉnh Tucumán là một tỉnh của Argentina.
Đây là tỉnh có dân cư thưa thớt nhất và có diện tích nhỏ nhất của Argentina. Tỉnh nằm ở tây bắc quốc gia này, tỉnh lỵ là San Miguel de Tucumán, thường viết tắt là Tucumán. Các tỉnh giáp ranh là (từ phía bắc theo chiều kim đồng hồ): tỉnh Salta, tỉnh Santiago del Estero và tỉnh Catamarca. Tên hiệu của tỉnh này là El Jardín de la República ("Khu vườn của nước cộng hòa").